# Malpartida de Plasencia
Malpartida de Plasencia ist ein spanischer Ort und eine Gemeinde (municipio) mit 4.673 Einwohnern (Stand: 2024) in der Provinz Cáceres in der autonomen Gemeinschaft Extremadura. Neben dem Hauptort Malpartida de Plasencia gehören auch die Ortschaften La Bazagona, Haza de la Concepción, Palazuelo-Empalme, Pantano de Navabuena und Urdimalas zur Gemeinde.

## Lage und Klima
Malpartida de Plasencia liegt knapp 75 km (Fahrtstrecke) nordnordöstlich der Provinzhauptstadt Cáceres in einer Höhe von ca. 465 m. Am Westrand der Gemeinde führt die Autovía A-66 entlang. Die östliche Gemeindegrenze bildet der Río Tiétar. 

## Bevölkerungsentwicklung
| Jahr      | 1900 | 1950 | 1970 | 1981 | 1991 | 2001 | 2011 | 2021 |
| Einwohner | 3583 | 7425 | 6058 | 4950 | 4148 | 4272 | 4716 | 4637 |

Die Mechanisierung der Landwirtschaft und die Aufgabe bäuerlicher Kleinbetriebe („Höfesterben“) haben zu einer Abwanderung vieler Menschen in die Städte geführt.

## Wirtschaft
Die Landwirtschaft incl. der Viehzucht (ganadería) bildet die Wirtschaftsgrundlage der Gemeinde; infolgedessen haben sich einige kleinere verarbeitende Betriebe angesiedelt. Der Tourismus spielt kaum eine Rolle.

## Geschichte
Durch die Zerstörung der Archive während des Unabhängigkeitskriegs gegen Napoleon ist die Geschichte der Gemeinde nur fragmentarisch erhalten. 

## Sehenswürdigkeiten
- Johannes-der-Täufer-Kirche aus dem 16. Jahrhundert
- Blasiuskapelle
- Marienkapelle
- Gregoriuskapelle
- Christopheruskapelle

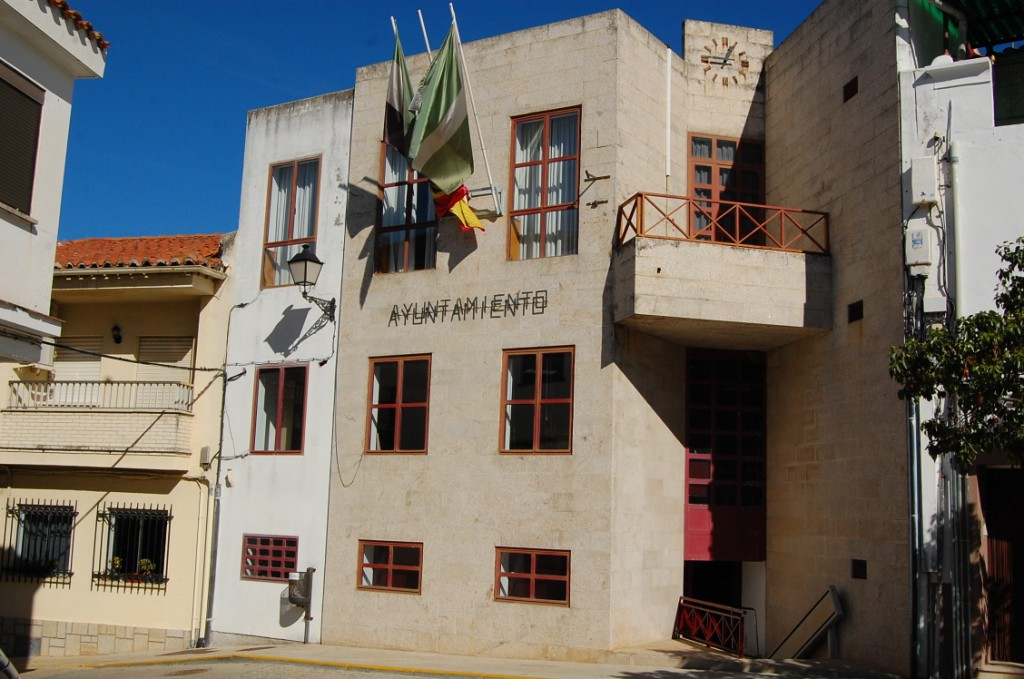
Rathaus

## Persönlichkeiten
- Ciriaco Benavente Mateos (* 1943), Bischof von Coria-Cáceres (1992–2006) und von Albacete (2006–2018), Apostolischer Verwalter des Bistums Plasencia (2022)
- Carmen Muñoz Manzano (1906–2002), Schriftstellerin